# Julesøndag
Julesøndag (indtil 1992 kaldt søndag efter jul) er i den danske kirkekalender navnet på den søndag, der nogle år ligger mellem jul og nytår, altså på den 27., 28., 29., 30. eller 31. december.
| Religion | Spire Denne religionsartikel er en spire som bør udbygges. Du er velkommen til at hjælpe Wikipedia ved at udvide den. |